# Drömmar om röda gemak
Drömmar om röda gemak är en klassisk kinesisk roman från mitten av 1700-talet, under Qingdynastin. Drömmar om röda gemak räknas som en av de fyra stora talspråksromanerna.

## Beskrivning
Romanen består av 120 kapitel. Det anses att endast de 80 första författats av Cao Xueqin, medan de sista 40 författats av Gao E.
Romanen skildrar detaljerat livet i den aristokratisk ämbetsmannafamiljen Jia, som åtnjuter kejsarens gunst, och hur familjen gradvis urartar och hamnar i onåd. Jia-klanens öde förebådas i ett poem som förekommer i verkets första kapitel och vars första strof lyder:
| ” | Liv bland de odödlige önskar envar, men ärelystnad håller dem kvar. Forntidens store finner du - var? Knotor i vildmarken, lyder mitt svar. | „ |

Persongalleriet är synnerligen rikt. Huvudpersonen Jia Baoyu slits mellan sina två vackra kusiner, den känsliga Daiyu och den mer praktiskt lagda Baochai. 
Den lär vara delvis självbiografisk och skildra författaren Cao Xueqins egen släkts uppgång och fall.

Romanens trädgård har byggts upp i södra Peking, Daguan Yuan, där hela romanverket graverats in på tunna elfenbensplattor, och väster om Shanghai:

## Verkets betydelse
En läsarundersökning i Peking 1999 ställde två frågor: Vilket litterärt verk är Kinas genom tiderna främsta? och Vilket litterärt verk har påverkat dig mest?
Drygt 60 procent som tillfrågades besvarade frågorna med Drömmar om röda gemak. Romanen framhålls som en genväg till kunskap om kejsartidens Kina. Romanen utspelar sig framför allt i aristokratisk miljö och belyser kvinnors utsatta situation, framför allt tjänsteflickornas.

## Utkomna översättningar på svenska
- Guldåldern, del 1 av Drömmar om röda gemak (kapitel 1–26). Översättning, inledning och kommentar av Pär Bergman. Stockholm: Bokförlaget Atlantis, 2005. ISBN 91-7353-067-0.
- Silveråldern, del 2 av Drömmar om röda gemak (kapitel 27–53. Översättning och kommentarer av Pär Bergman. Stockholm: Bokförlaget Atlantis, 2007. ISBN 978-91-7353-165-8.
- Kopparåldern, del 3 av Drömmar om röda gemak (kapitel 54–80). Översättning av Pär Bergman. Stockholm: Bokförlaget Atlantis, 2009. ISBN 978-91-7353-207-5.
- Järnåldern, del 4 av Drömmar om röda gemak (kapitel 81–100). Översättning av Pär Bergman. Stockholm: Bokförlaget Atlantis, 2010. ISBN 978-91-7353-361-4.
- Stenåldern, del 5 av Drömmar om röda gemak (kapitel 101–120). Översättning av Pär Bergman. Stockholm: Bokförlaget Atlantis, 2010. ISBN 978-91-7353-413-0.

## Utkomna översättningar på engelska
- Dream of the red chamber by Tsao Hsueh-Chin and Kao Ngoh; translated and adopted from the Chinese by Chi-Chen Wang, with a preface by Arthur Waley, New York, 1929
- Hung Lou Meng: The dream of the red chamber: A Chinese novel of the early Ching period By Ts'ao Hsue-ch'in. English transl. by F. and I. McHugh, New York, 1958
- A dream of red mansions, Tsao Hsueh-chin and Kao Ngo; [transl. by Yang Hsien-yi and Gladys Yang]; [ill. by Tai Tun-pang] (3 vol.), Peking, 1978-1980
- The story of the stone: a Chinese novel. Vol. 1, The golden days, Harmondsworth, 1978
- The story of the stone: a Chinese novel. Vol. 2, The crab-flower club, translated by David Hawkes, 1977
- The story of the stone: a Chinese novel. Vol. 3, The warning voice, translated by David Hawkes, Harmondsworth, 1980
- The story of the stone: a Chinese novel. Vol. 4, The debt of tears, edited by Gao E; translated by John Minford, Harmondsworth, 1982
- The story of the stone: a Chinese novel. Vol. 5, The dreamer wakes, edited by Gao E; translated by John Minford, Harmondsworth, 1986